# زیردریایی یو-۵۹۵
زیردریایی یو-۵۹۵ (به انگلیسی: German submarine U-595) یک زیردریایی است که طول آن ۶۷٫۱ متر (۲۲۰ فوت ۲ اینچ) می‌باشد. این زیردریایی در سال ۱۹۴۱ ساخته شد.